# 최금진
최금진(1970년 ~ )은 대한민국의 시인이다. 1970년 충청북도 제천에서 태어나 춘천교육대학교를 졸업하고 한양대학교 대학원 국어국문학과에서 석사학위와 박사학위를 받았다. 2008년 제1회 「오장환문학상」을 수상했다. 동국대, 경희사이버대 등에서 강의했으며, 현재 광주대학교와 한양대학교에 출강 중이다.

## 약력
1997년 《강원일보》 신춘문예 시 부문과 1998년 제4회 《지용신인문학상》에 당선되었으며, 2001년 제1회 《창비신인시인상》에 당선되어 등단했다. 2008년 제1회 「오장환문학상」을 수상했다.

## 수상
- 2008년 제1회 「오장환문학상」

## 저서

### 시집
- 《새들의 역사》(창비, 2007)
- 《황금을 찾아서》(창비, 2011)
- 《사랑도 없이 개미귀신》(창비, 2014)

### 산문집
- 《나무 위에 새긴 이름》(천년의시작, 2014)